# Jung Soo-ho
Jung Soo-ho (kor. 정수호; * 9. April 1990) ist ein südkoreanischer Fußballspieler.

## Karriere
Jung Soo-ho erlernte das Fußballspielen in der Jugendmannschaft von den Jeonnam Dragons sowie in der Universitätsmannschaft der Hanyang-Universität. Seinen ersten Vertrag unterschrieb er bei seinem Jugendverein Jeonnam Dragons. Das Fußballfranchise aus Gwangyang spielte in der ersten Liga des Landes, der K League 1. Für Jeonnam absolvierte er zwei Erstligaspiele. 2013 unterschrieb er einen Zweijahresvertrag beim FC Anyang. Mit dem Verein aus Anyang spielte er in der zweiten Liga, der K League Challenge. Für den Klub stand er 15-mal auf dem Spielfeld. 2015 ging er nach Thailand. Hier unterschrieb er in Angthong einen Vertrag beim Angthong FC. Angthong spielte in der zweiten Liga, der Thai Premier League Division 1. Hier stand er bis Ende des Jahres unter Vertrag. Wo er seit Anfang 2016 spielte, ist unbekannt.